# إيسمو ليوس
إيسمو ليوس (بالفنلندية: Ismo Lius)‏ (30 نوفمبر 1965 بلاهتي في فنلندا - ) هو مدرب كرة قدم ولاعب كرة قدم فنلندي في مركز الهجوم. شارك مع منتخب فنلندا لكرة القدم. أما مع النوادي، فقد لعب مع نادي أورغريته ونادي روفانييمن بالوسورا ونادي كوسيسي ونادي لاهتي ونادي هلسنكي وFC Hämeenlinna ‏.

## روابط خارجية
- إيسمو ليوس على موقع الاتحاد الأوربي (الإنجليزية)
- إيسمو ليوس على موقع قاعدة بيانات كرة القدم.إي يو (الإنجليزية)
- إيسمو ليوس على موقع ناشيونال فوتبول تيمز (الإنجليزية)
- إيسمو ليوس على موقع عالم كرة القدم.نت (الإنجليزية)